# Sádek (Deštnice)
Sádek (německy Satkau) je malá vesnice, část obce Deštnice v okrese Louny. Nachází se asi 2,5 km na severozápad od Deštnice. Roku 2011 měla vesnice 33 obyvatel. Vesnicí protéká Sádecký potok. Do roku 2020 byla obsluhována železniční zastávkou (dříve stanicí) nesoucí název Sádek u Žatce.
Sádek leží v katastrálním území Sádek u Deštnice o rozloze 1,66 km².

## Historie
V pravěku, konkrétně v mladší době kamenné, prošli dnešním katastrem Sádku mamuti. Dokládá to nález mamutího klu nehluboko pod vozovkou poblíž vjezdu do statku čp. 6, učiněný v roce 1961.
První písemná zmínka o vsi pochází z roku 1380. Vyskytuje se v přídomku Valentina ze Sádku zvaného Kanček, písaře konzistoře pražské arcidiecéze. Valentin, později i veřejný notář, se v pramenech vyskytuje až do roku 1408.
Rytíři "ze Sádku" vlastnili na Žatecku a Rakovnicku nemovité majetky až do 80. let 15. století, pak jejich stopy mizí. Sádek samotný byl až do poloviny 15. století v rukou drobné šlechty. Někdy v té době byl přivtělen do sousedního panství Deštnice. Před rokem 1620 patřil Sádek s Deštnicí postupně Strojetickým ze Strojetic, Mašťovským z Kolovrat, Šlikům a Sekerkům ze Sedčic. Bedřichu Sekerkovi byl kvůli účasti na stavovském povstání majetek konfiskován. V roce 1627 koupil od královské komory Sádek s Deštnicí Kryštof svob. pán z Paaru a připojil je ke svému měcholupskému panství. Zde Sádek zůstal až do zrušení vrchnostenské správy v roce 1850.

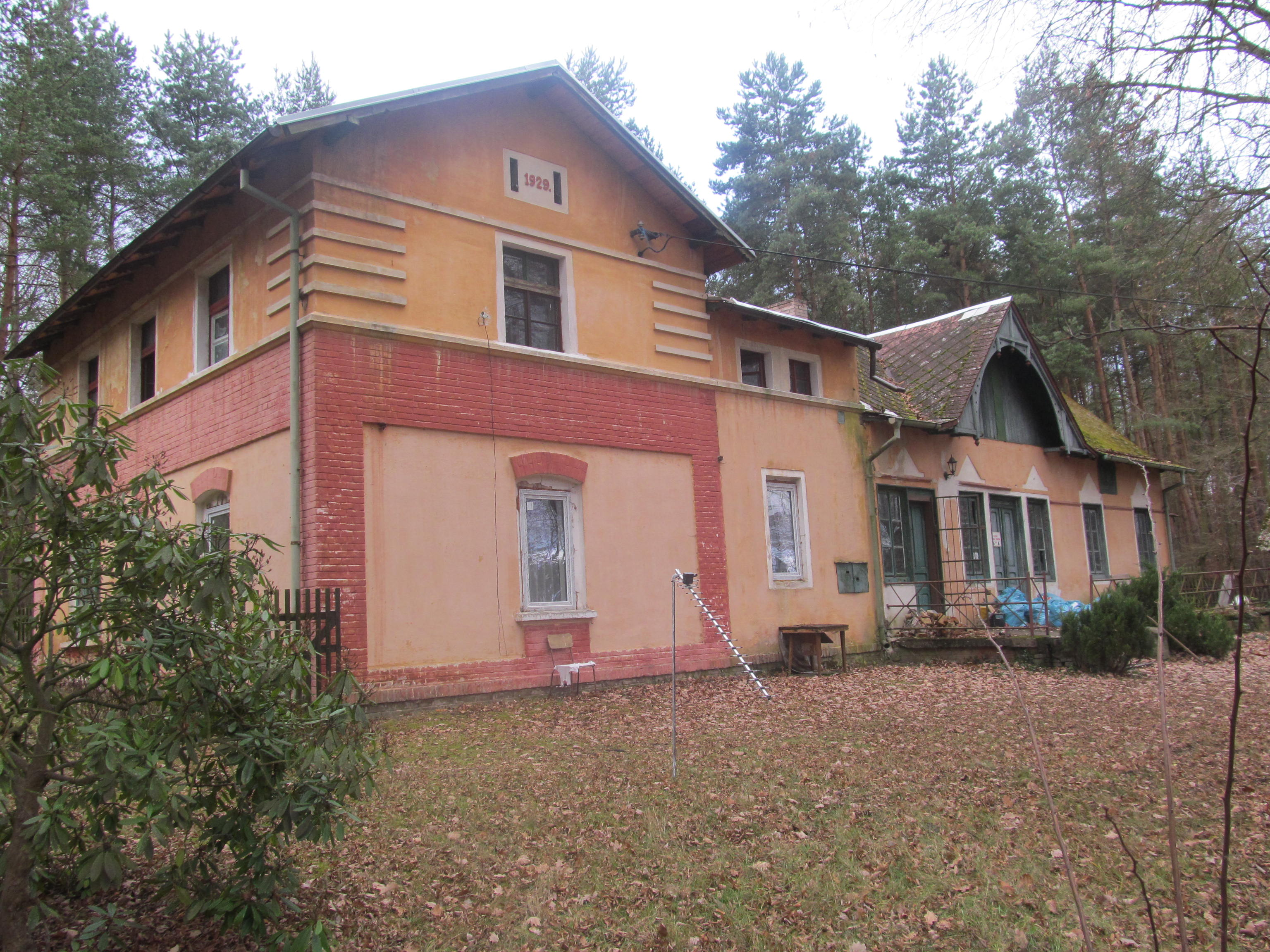
Bývalá výletní restaurace u sádeckého nádraží

 V roce 1763 se v kostelních účtech měcholupské farnosti poprvé objevuje údaj o existenci kapličky sv. Jana Nepomuckého na sádecké návsi. Její dnešní podoba pochází až z 2. poloviny 19. století. V roce 2002 prošla opravou a roku 2012 byla nově vysvěcena.
V 19. století byl Sádek součástí dreherovského velkostatku Měcholupy, kde byl jednou z dominantních hospodářských plodin chmel, pěstovaný i na katastru Sádku. Roku 1871 byla v úseku Stochov – Chomutov otevřena Buštěhradská dráha. Na její trase bylo postaveno nádraží Sádek. Nachází se 3 km od vsi na katastru Holedeče a bylo koncipováno jako odstavné. Žatecký pivovar při ní provozoval původně dřevěnou výletní restauraci, dnešní budova byla postavena roku 1929. Nejstarším místním spolkem byl sbor dobrovolných hasičů, založený roku 1903, rok nato se v Sádku otevřela škola. Jejím prvním řídícím byl Karl Tutte, editor Vlastivědy žateckého okresu, která vycházela v letech 1904–1907. Roku 1935 byl v Sádku založený nový hřbitov. Od března do listopadu 1946 bylo ze Sádku odsunuto 174 Němců.
V rámci akce dosídlování pohraničí bylo v Sádku vytvořeno 27 přídělů. Z nich 17 obdrželi volyňští Češi, Češi z vnitrozemí 8 a Slováci 2.
Roku 1950 zde bylo založeno JZD, hospodařící na 108 hektarech. Během územně správní reformy roku 1960 v Sádku zanikl místní národní výbor a vesnice se stala součástí Deštnice; tento stav trvá dosud. K 30. červnu 1961 byla v Sádku zrušena i škola.

## Obyvatelstvo
Při sčítání lidu v roce 1921 zde žilo 217 obyvatel (z toho 103 mužů), z nichž bylo dvanáct Čechoslováků a 205 Němců. Kromě dvou členů církve československé byli římskými katolíky. Podle sčítání lidu z roku 1930 měla vesnice 218 obyvatel: třináct Čechoslováků a 205 Němců. Všichni se hlásili k římskokatolické církvi.
|                                                                        | 1869 | 1880 | 1890 | 1900 | 1910 | 1921 | 1930 | 1950 | 1961 | 1970 | 1980 | 1991 | 2001 | 2011 |
| ---------------------------------------------------------------------- | ---- | ---- | ---- | ---- | ---- | ---- | ---- | ---- | ---- | ---- | ---- | ---- | ---- | ---- |
| Obyvatelé                                                              | 193  | 175  | 189  | 203  | 219  | 217  | 218  | 148  | 117  | 100  | 43   | 18   | 17   | 33   |
| Domy                                                                   | 27   | 28   | 28   | 35   | 38   | 43   | 46   | 45   | .    | 31   | 21   | 29   | 35   | 43   |
| Počet domů z roku 1961 je zahrnut v celkovém počtu domů obce Deštnice. |      |      |      |      |      |      |      |      |      |      |      |      |      |      |

## Galerie

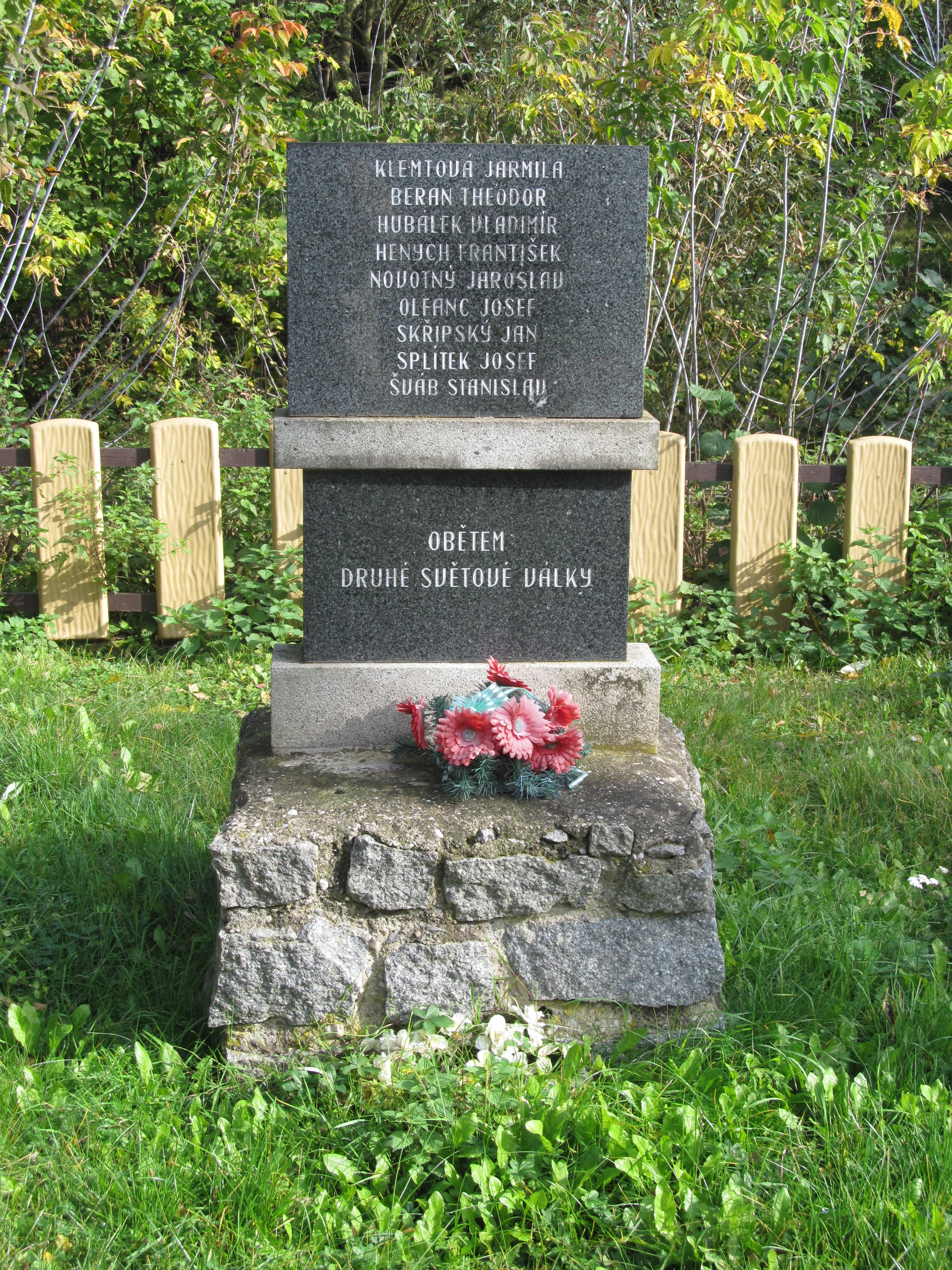
Pomník obětem druhé světové války z řad volyňských Čechů, postavený roku 1947
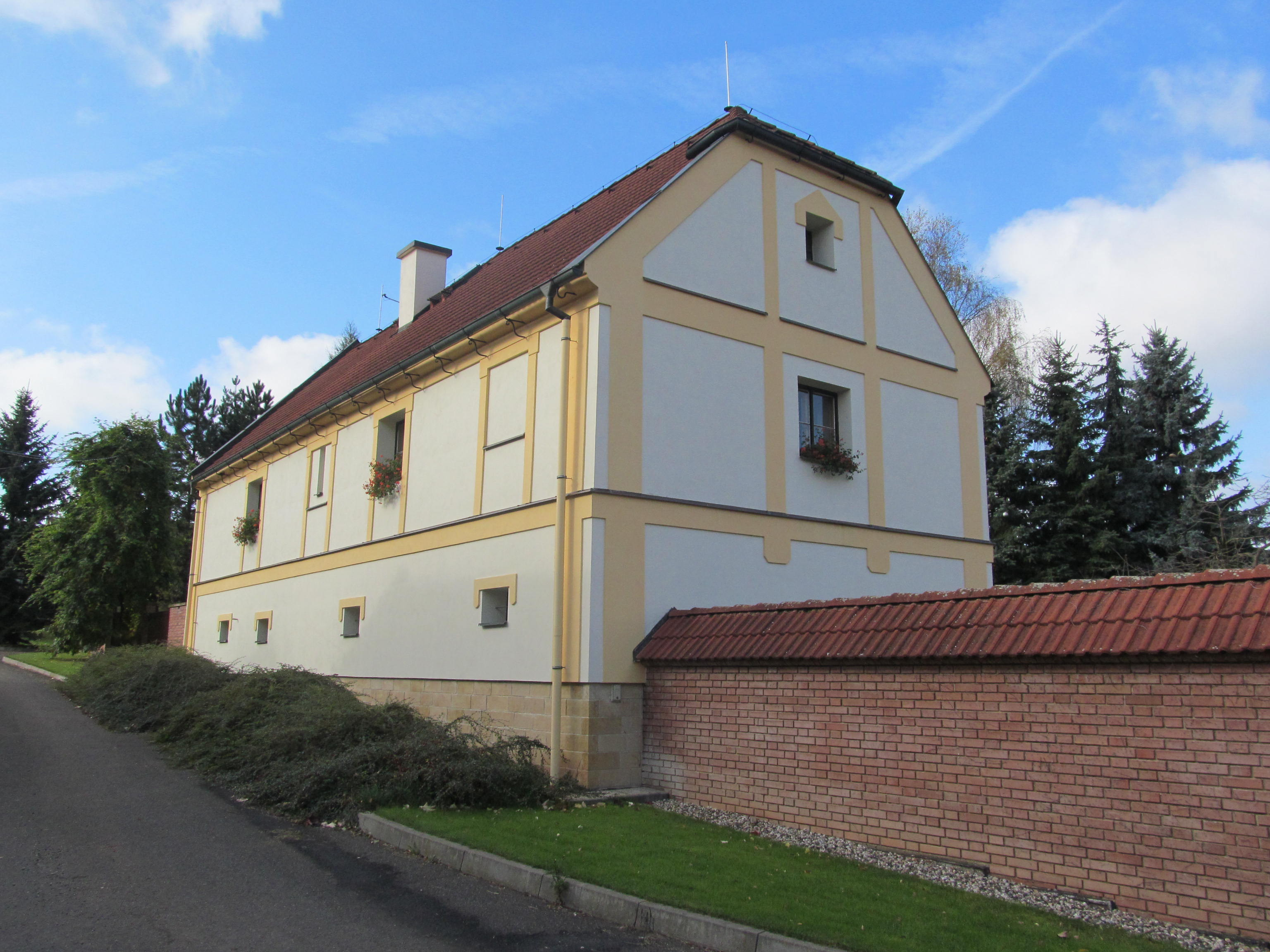
Statek čp. 7
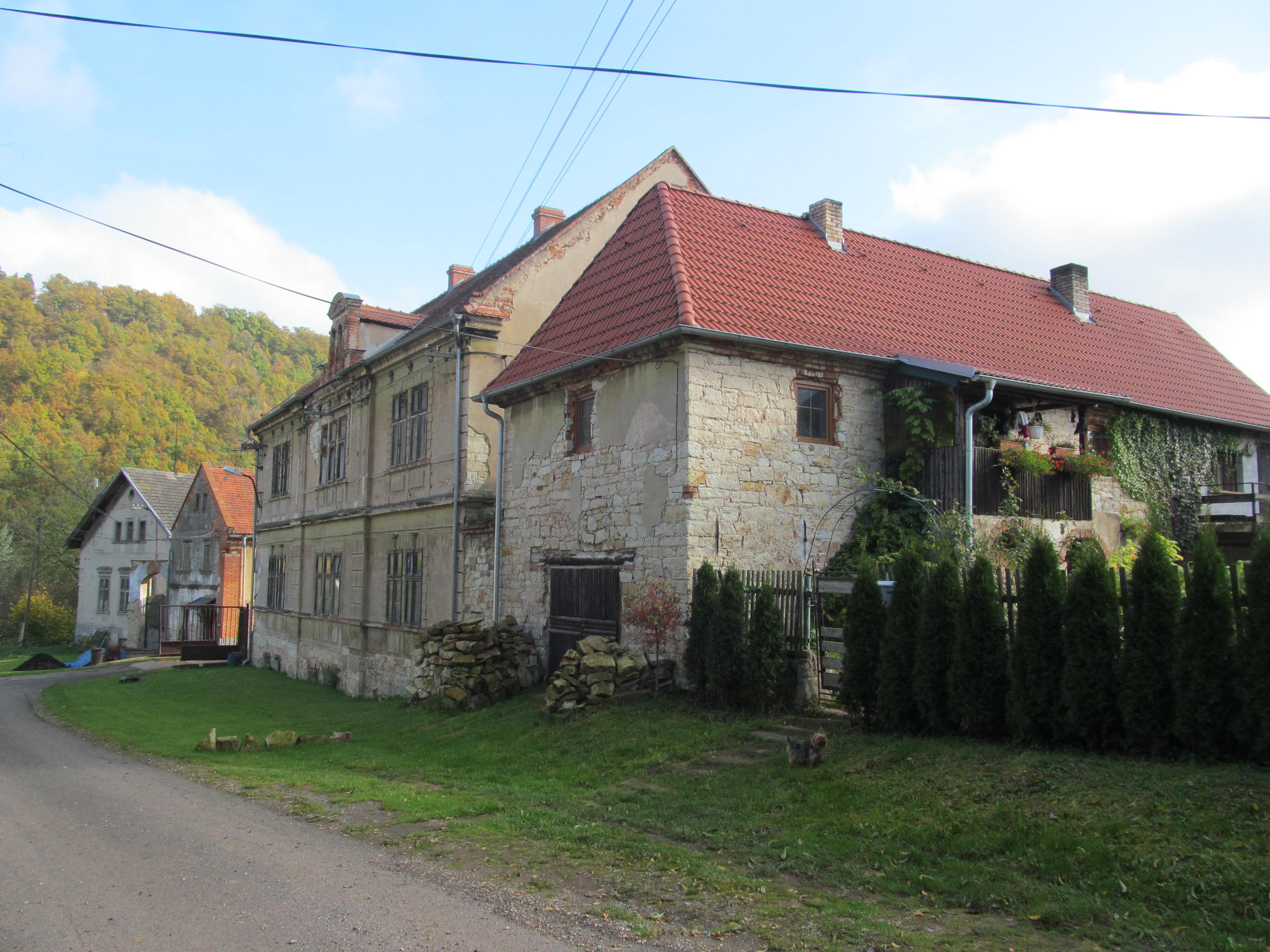
Partie v horní části vesnice
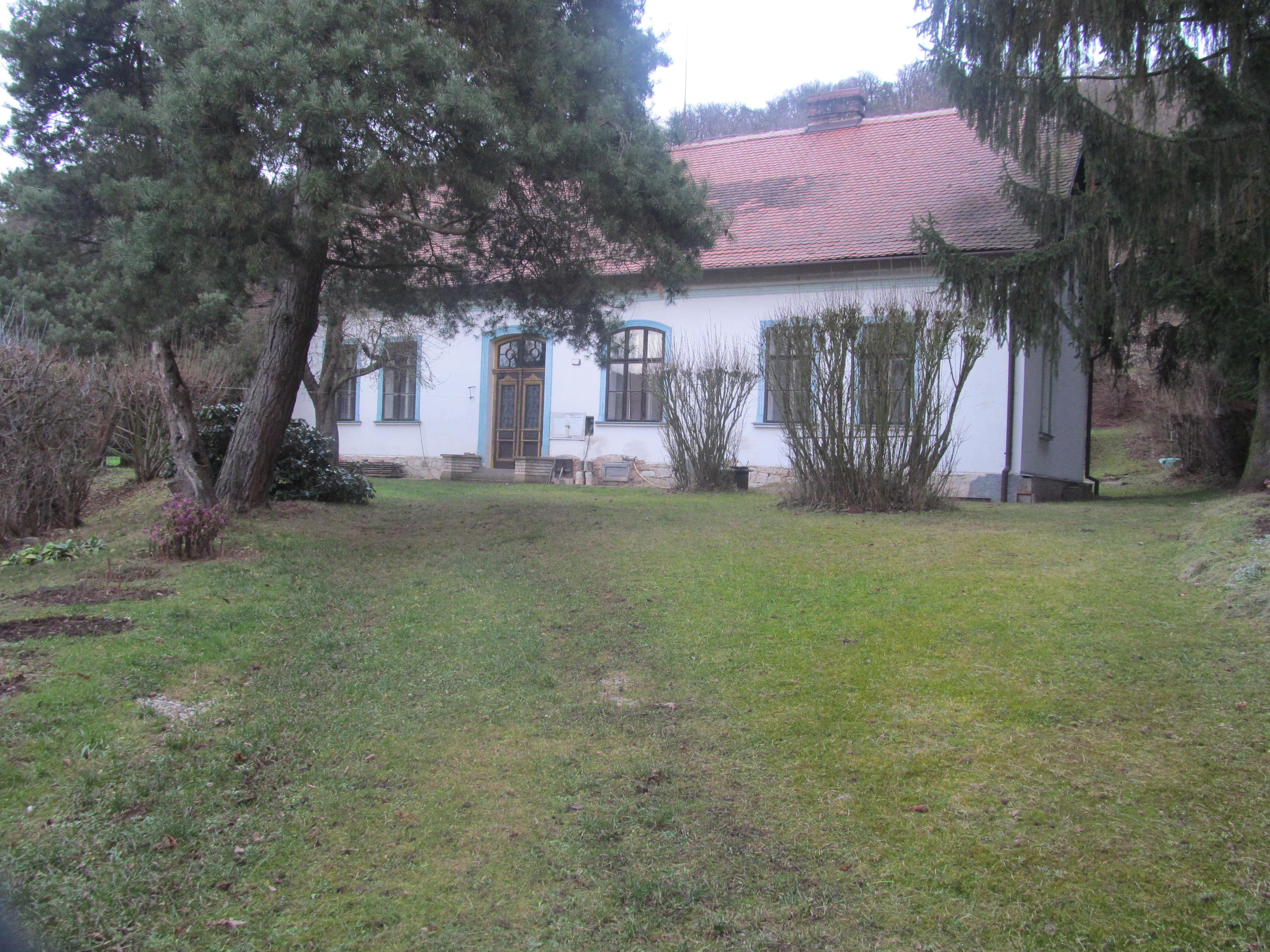
Čp. 32 – bývalá škola
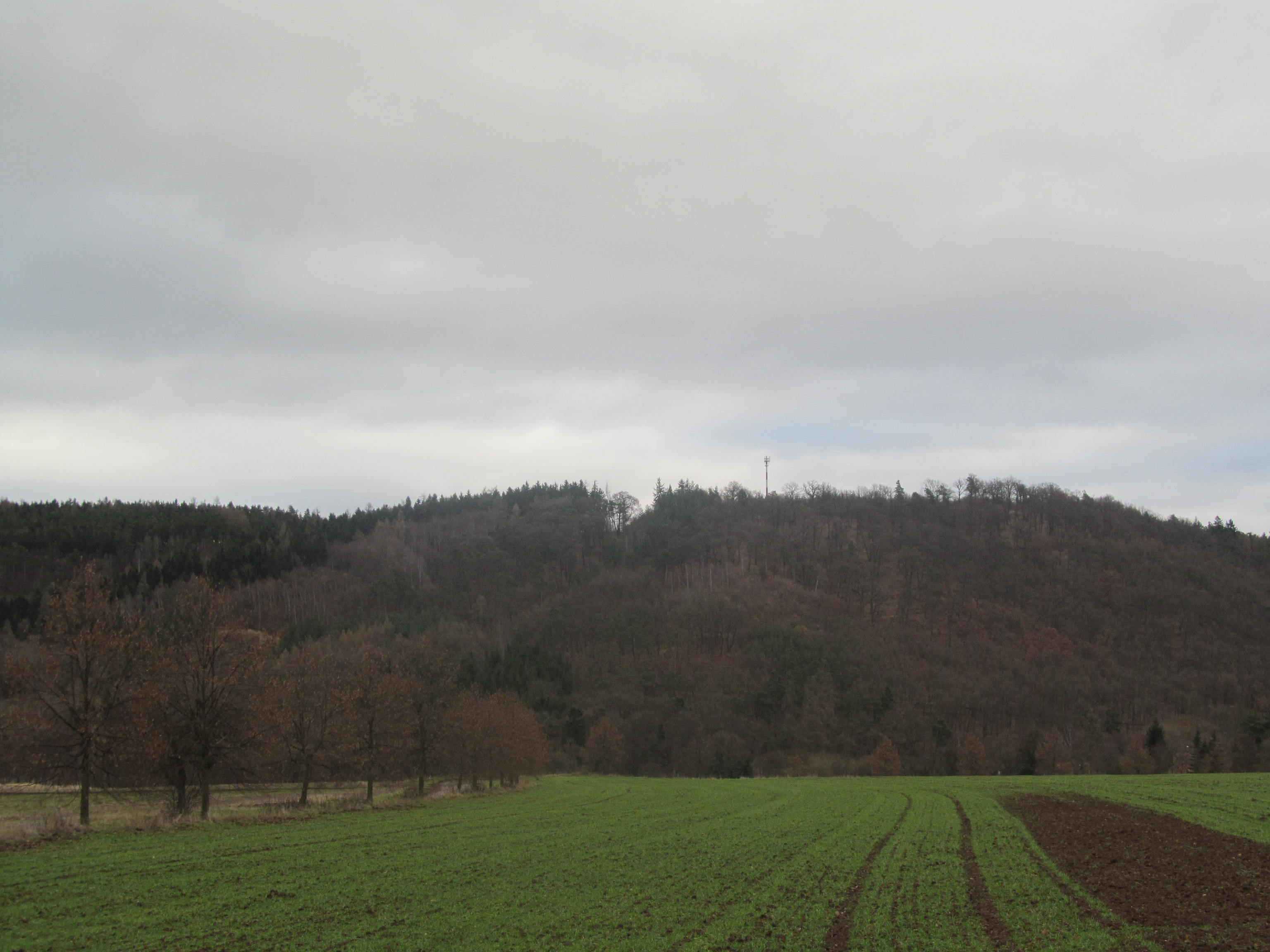
Sádecký vrch (422 m) od bývalého hřbitova
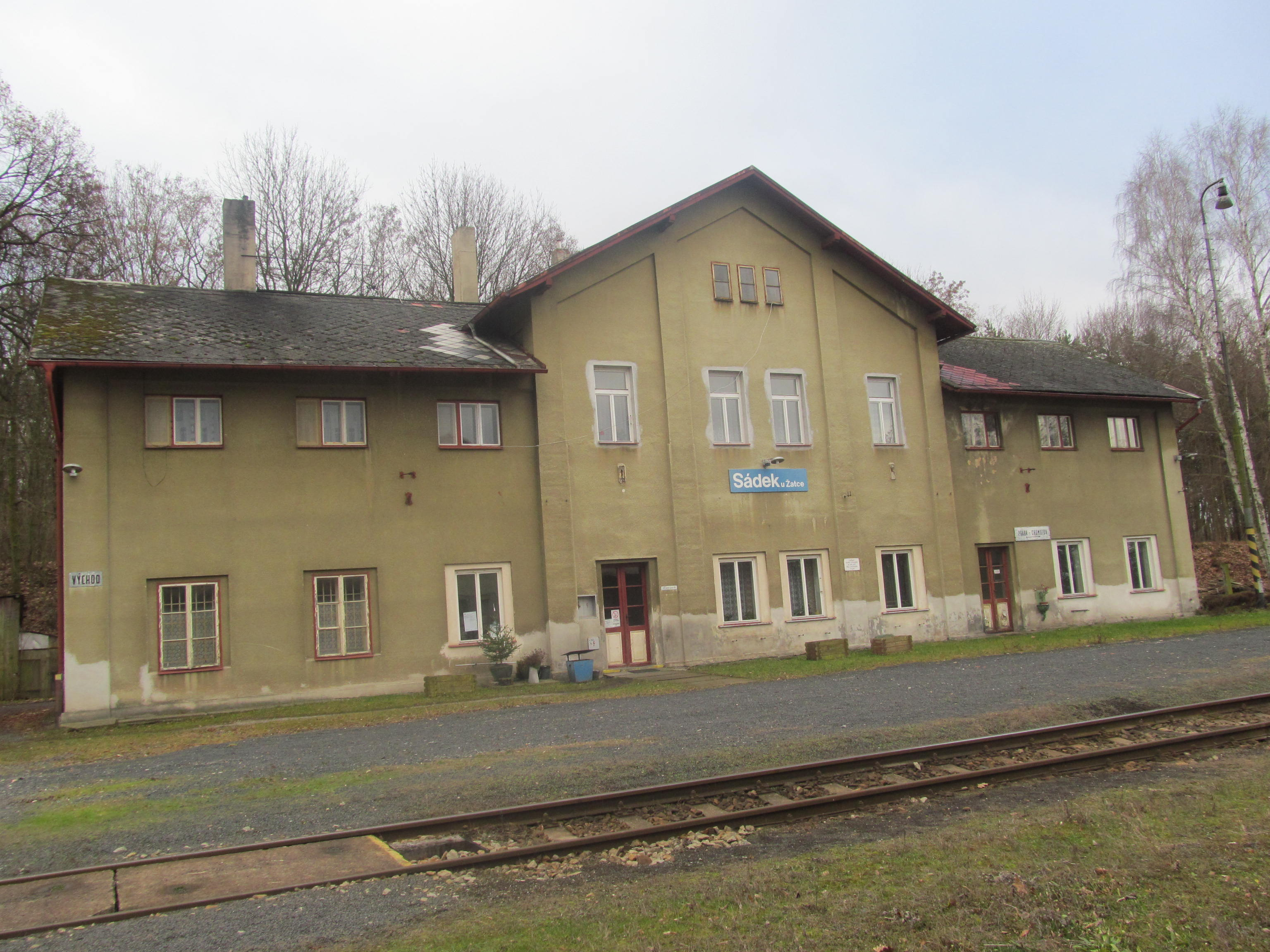
Nádraží
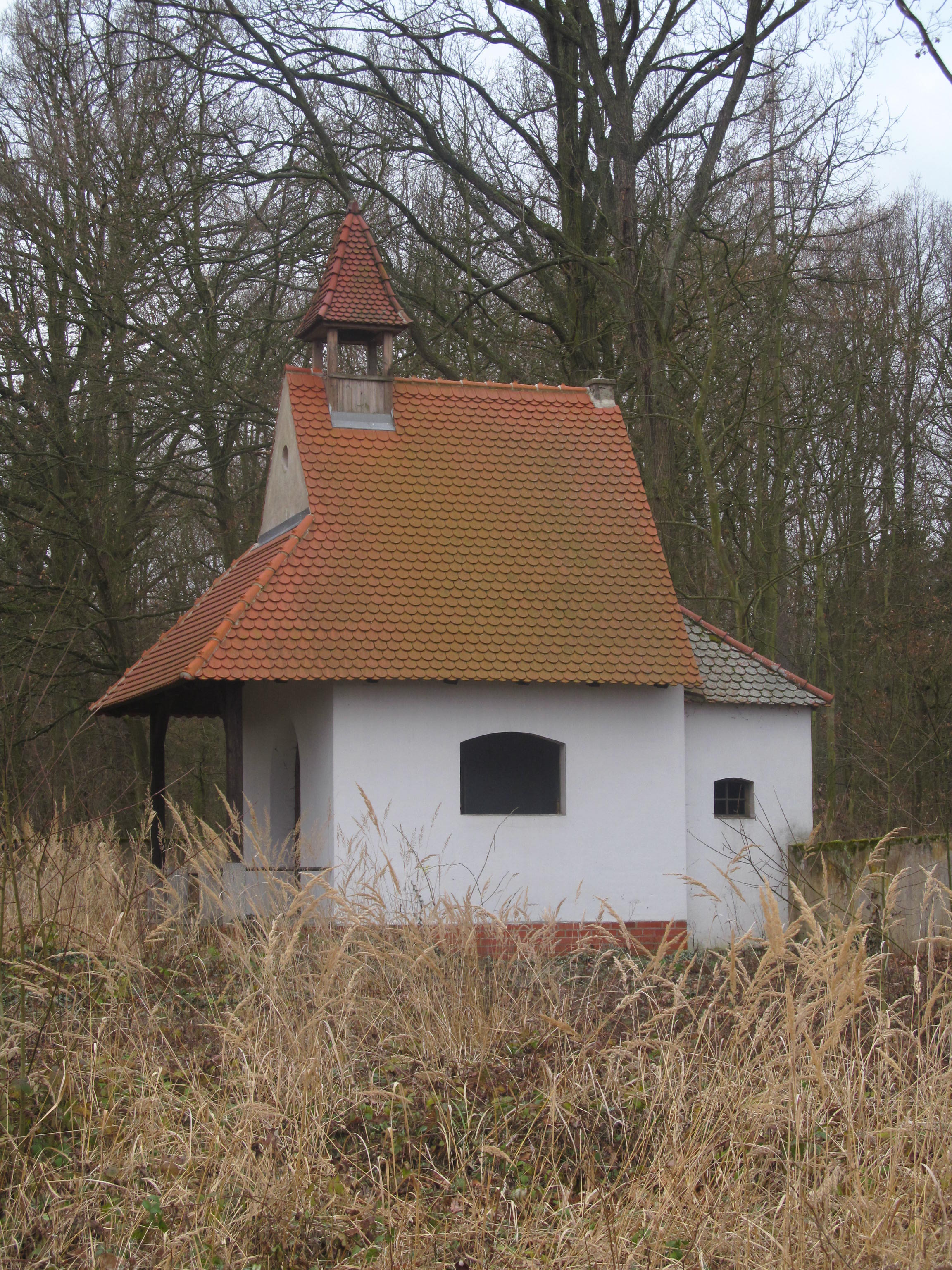
Kaple na zrušeném hřbitově